# AstraZeneca
AstraZeneca plc (/ˌæstrəˈzɛnəkə/) là một công ty dược phẩm và dược phẩm sinh học đa quốc gia Anh-Thụy Điển có trụ sở chính tại Cambridge Biomedical Campus ở Cambridge, Anh. Công ty sở hữu một danh mục các sản phẩm cho các bệnh trong các lĩnh vực bao gồm ung thư, tim mạch, đường tiêu hóa, nhiễm trùng, khoa học thần kinh, hô hấp và viêm. Công ty đã tham gia vào việc phát triển Vắc-xin COVID-19 Oxford–AstraZeneca.
Công ty được thành lập vào năm 1999 thông qua việc sáp nhập Astra AB của Thụy Điển và Tập đoàn Zeneca của Anh Quốc  (được thành lập bởi sự sáp nhập các hoạt động dược phẩm của Imperial Chemical Industries vào năm 1993). Kể từ khi sáp nhập, nó đã nằm trong số các công ty dược phẩm lớn nhất thế giới và đã thực hiện nhiều vụ mua lại các công ty khác, bao gồm Công nghệ kháng thể Cambridge (năm 2006), MedImmune (năm 2007), Spirogen (năm 2013) và Definiens (bởi MedImmune năm 2014). Công ty nghiên cứu và phát triển tập trung ở ba trung tâm chiến lược: Cambridge, Anh; Gothenburg, Thụy Điển và Gaithersburg ở Maryland, Mỹ.
AstraZeneca có một danh sách chính trên Sàn giao dịch chứng khoán Luân Đôn và là thành phần của Chỉ số FTSE 100.

## Lịch sử
Astra AB thành lập  năm 1913 tại Södertälje, Thụy Điển, bởi 400 bác sĩ và nhà bào chế thuốc.
Năm 1993, công ty hóa chất của Anh Imperial Chemical Industries (ICI) (được thành lập từ bốn công ty hóa chất của Anh) đã tách ra các doanh nghiệp dược phẩm và các doanh nghiệp hóa chất nông nghiệp của nó, để thành lập Zeneca Group PLC.
Cuối cùng, vào năm 1999, Tập đoàn Astra và Zeneca sáp nhập để thành lập AstraZeneca plc, có trụ sở chính tại London. Năm 1999, AstraZeneca đã xác định một địa điểm mới cho cơ sở của công ty tại Mỹ, địa điểm "Fairfax-plus" ở phía Bắc Wilmington, Delaware.
Năm 2017, đây là công ty dược phẩm lớn thứ 11 trên thế giới dựa trên doanh số bán hàng và xếp thứ 7 dựa trên đầu tư vào R&D.
Ngày 30 tháng 12 năm 2020, Anh đã phê duyệt việc sử dụng khẩn cấp Vắc-xin COVID-19 Oxford–AstraZeneca.

## Vaxzevria, ứng phó với đại dịch COVID-19 của AstraZeneca

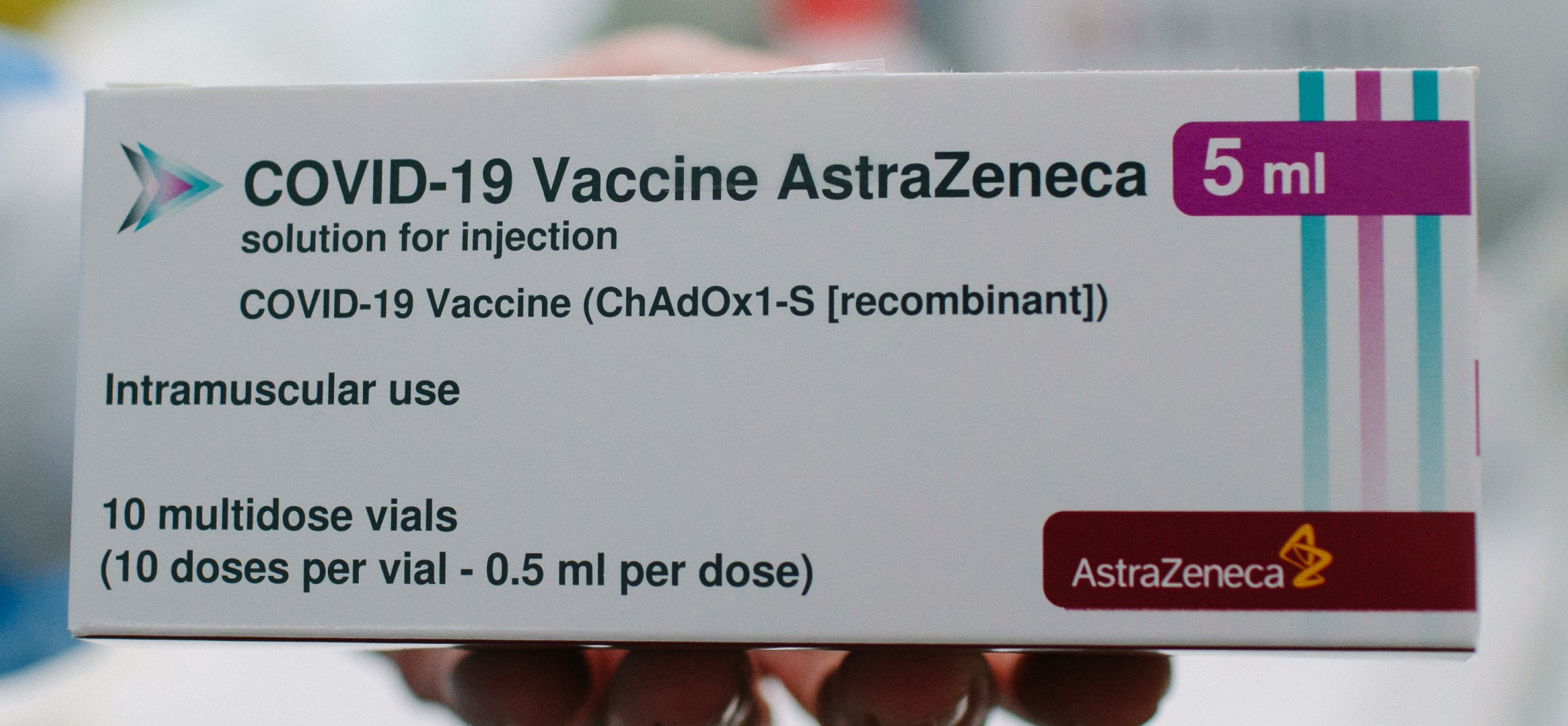
Vắc xin Oxford–AstraZeneca COVID-19

### Con đường được Cơ quan Dược phẩm Châu Âu cấp phép
Tháng 3 năm 2020, công ty thông báo quyên góp bộ PPE, gồm 9 triệu khẩu trang, để giúp hỗ trợ các tổ chức y tế quốc tế khác nhau giảm thiểu tốc độ lây lan của đại dịch COVID-19.
Tháng 4 năm 2020, Giám đốc điều hành Pascal Soriot, báo cáo  công ty đang hợp tác với GlaxoSmithKline và Đại học Cambridge để phát triển một phòng thí nghiệm mới có khả năng tiến hành kiểm tra 30.000 mẫu COVID-19 mỗi ngày. Công ty cũng công bố kế hoạch thử nghiệm lâm sàng để đánh giá tiềm năng sử dụng Calquence trong điều trị COVID-19.
Tháng 6 năm 2020, Viện Dị ứng và Bệnh Truyền nhiễm Quốc gia (NIAID) xác nhận giai đoạn thử nghiệm thứ ba đối với vắc-xin tiềm năng do Đại học Oxford phát triển và AstraZeneca sẽ bắt đầu vào tháng 7 năm 2020. Một trong số đó, AZD1222, đã đạt đến thử nghiệm giai đoạn III.
Tháng 1 năm 2021, Ấn Độ phê duyệt việc sử dụng vắc xin Oxford–AstraZeneca, mở đường cho chiến dịch tiêm chủng đại trà ở quốc gia đông dân thứ hai thế giới. Có thông báo về việc Oxford–AstraZeneca sẽ do Viện Huyết thanh Ấn Độ (SII) sản xuất tại địa phương với tên thương hiệu COVISHIELD.

### Đổi tên
Vào ngày 30 tháng 3 năm 2021, Cơ quan Dược phẩm Thụy Điển, Läkemedelsverket, đã thông báo rằng sau khi được EMA chấp thuận trước nó sẽ đổi tên vắc-xin thành Vaxzevria, nhấn mạnh rằng chỉ tên của vắc-xin sẽ thay đổi chứ không phải thành phần.

### Tác dụng phụ
Ngày 29 tháng 1 năm 2021, Cơ quan Dược phẩm Châu Âu (EMA) đã khuyến nghị cấp giấy phép tiếp thị có điều kiện cho AZD1222 ở những người từ 18 tuổi. Đến giữa tháng 3 năm 2021, Hà Lan, Đan Mạch, Na Uy, Iceland, Bulgaria và Ireland đã tạm ngừng sử dụng vắc xin AstraZeneca do lo ngại về sáu trường hợp "kết hợp hiếm gặp" của máu đông với lượng tiểu cầu trong máu thấp. Việc tạm dừng là trái với lời khuyên của cơ quan quản lý dược phẩm của Liên minh Châu Âu, bên cho rằng lợi ích của vắc-xin vẫn lớn hơn bất kỳ rủi ro tiềm ẩn nào.

### Kiện tụng
Tháng 4 năm 2021, Ủy ban Châu Âu thông báo họ sẽ kiện Astra Zeneca vì trì hoãn việc cung cấp Vaxzevria đúng hạn vào thời điểm mà "mọi loại vắc xin đều có giá trị, bất lỳ loại vắc xin nào cũng đem lại cơ hội sống". Tháng 9 năm 2021, vụ kiện cuối cùng đã được giải quyết với việc AstraZeneca đồng ý cung cấp 60 triệu liều vắc xin cho các quốc gia thành viên EU vào tháng 10, 75 triệu vào cuối năm và 65 triệu nữa vào tháng 4 năm 2022.

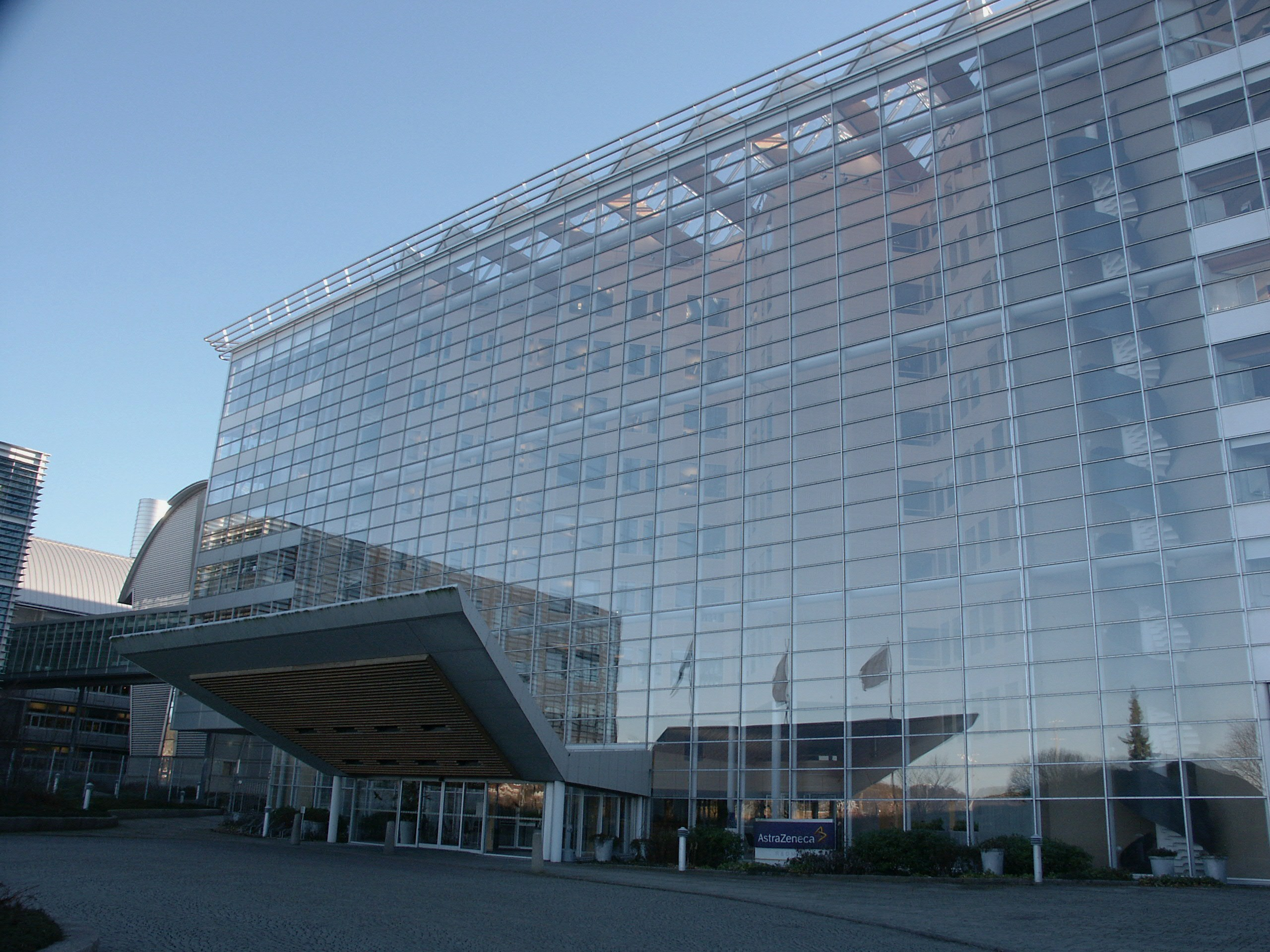
Cơ sở R&D của AstraZeneca ởGothenburg, Thụy Điển

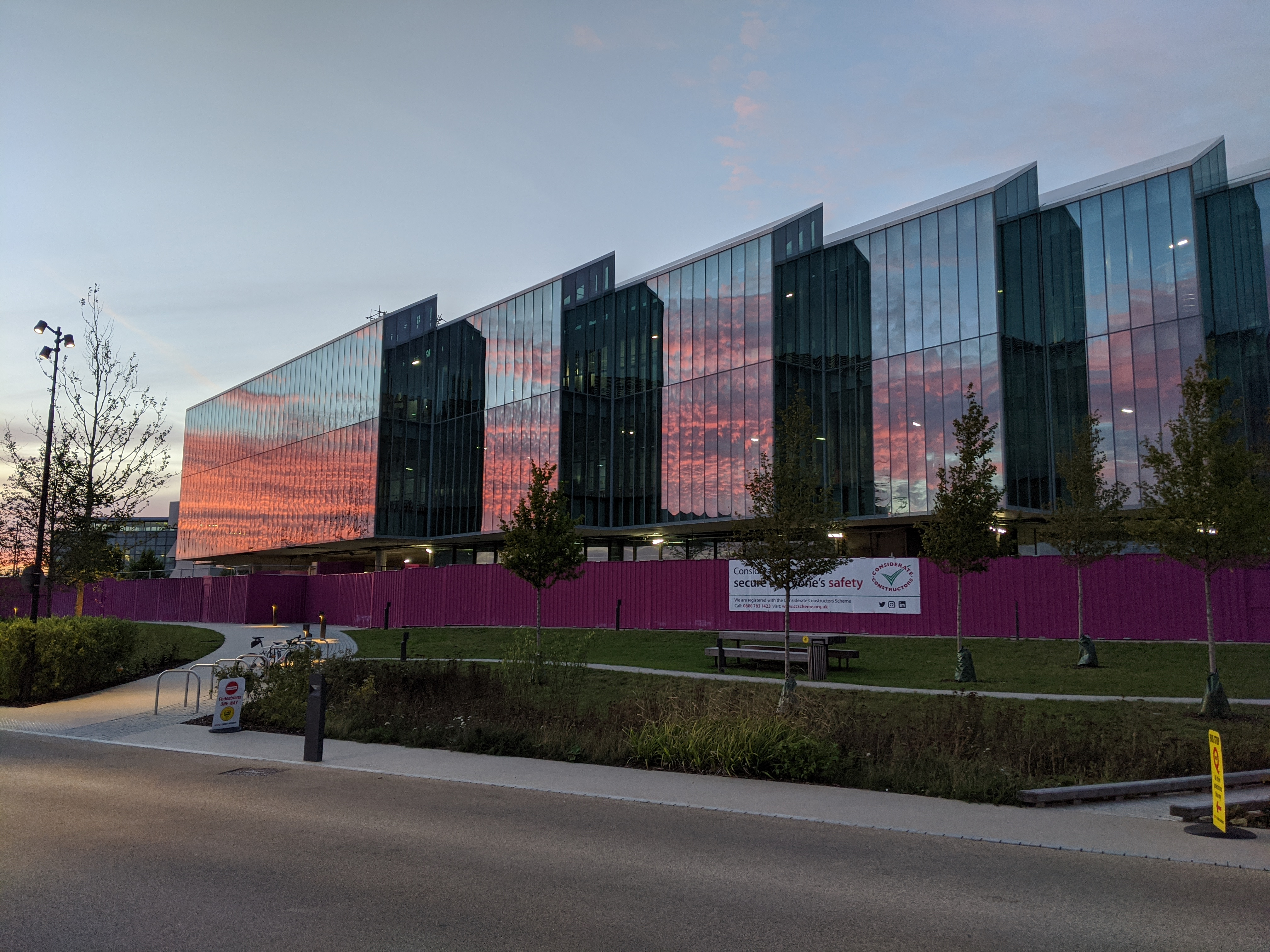
Trụ sở Công ty AstraZeneca mới đang được xây dựng tại Cambridge, Anh

## Tranh cãi

### Lừa đảo, quấy rối tình dục và trả đũa
Ngày 4 tháng 2 năm 1998, Astra USA đã kiện Lars Bildman, cựu chủ tịch và giám đốc điều hành của công ty, yêu cầu trả 15 triệu đô la Mỹ vì gian lận. Số tiền bao gồm 2,3 triệu đô la Mỹ trong quỹ công ty mà ông bị cáo buộc đã sử dụng để sửa chữa ba ngôi nhà của bản thân, cộng với số tiền mà công ty đã trả do kết quả của cuộc điều tra EEOC. Vụ kiện của Astra cáo buộc Bildman quấy rối tình dục và đe dọa nhân viên, sử dụng tiền của công ty để mua du thuyền và gái mại dâm, phá hủy tài liệu và hồ sơ, và dựng lên: "những câu chuyện về âm mưu liên quan đến các cựu đặc vụ KGB và các đối thủ cạnh tranh. Đây là nỗ lực cuối cùng nhằm đánh lạc hướng sự chú ý khỏi kẻ phạm tội thực sự, chính là Bildman." Bildman đã nhận tội tại Tòa án quận của Hoa Kỳ vì đã không báo cáo thu nhập hơn 1 triệu đô la Mỹ trên tờ khai thuế. Ngoài ra, một số đồng nghiệp nữ đã đệ đơn kiện Bildman về hành vi quấy rối tình dục cá nhân. Tháng 4 năm 1998, Bildman bị kết án 21 tháng tù ba tháng sau khi phạm tội trốn thuế liên bang.
Tháng 2 năm 1998, chi nhánh tại Hoa Kỳ của AstraZenaca là Astra U.S.A. đã đồng ý dàn xếp 10 triệu đô la sau cuộc điều tra của Ủy ban Cơ hội Việc làm Bình đẳng bắt đầu vào tháng 5 năm 1996 cho thấy hành vi quấy rối tình dục đối với nhân viên nữ. 120 cựu nhân viên nữ của Astra đã được phỏng vấn trong quá trình điều tra, với khoảng 80 người trong số họ xác định là có thể nộp đơn yêu cầu bồi thường. Astra Hoa Kỳ cũng đưa ra lời xin lỗi vì môi trường làm việc không thân thiện.
Trong Astra USA v. Bildman, 914 N.E.2d 36 (Mass. 2009), áp dụng học thuyết người đầy tớ trung thành của New York, tòa án cho rằng nhân viên của công ty đã tham gia vào các hành vi tài chính sai trái và quấy rối tình dục phải "bị tước toàn bộ tiền lương và tiền thưởng trong thời gian không trung thành".

### Vụ CAFÉ
Năm 2004, tại Đại học Minnesota, nhà tham gia nghiên cứu Dan Markingson tự sát trong khi đăng ký tham gia một thử nghiệm dược phẩm do ngành tài trợ, so sánh ba loại thuốc chống loạn thần không điển hình được FDA chấp thuận: Seroquel (quetiapine), Zyprexa (olanzapine), và Risperdal (risperidone). Giáo sư đạo đức sinh học của Đại học Minnesota là Carl Elliott lưu ý rằng Markingson đã đăng ký tham gia nghiên cứu trái với mong muốn của mẹ ông là bà Mary Weiss, và ông bị buộc phải lựa chọn giữa việc đăng ký tham gia nghiên cứu hoặc là vô tình cam kết với một tổ chức tâm thần nhà nước. Một cuộc điều tra của FDA năm 2005 đã giải oan cho trường đại học. Tuy nhiên, tranh cãi xung quanh vụ việc vẫn tiếp tục. Một bài báo trên Mother Jones dẫn đến việc một nhóm giảng viên trường đại học gửi thư công khai tới Hội đồng quản trị của trường đại học thúc giục một cuộc điều tra bên ngoài về cái chết của Markingson .

### Cam kết mâu thuẫn với Anh và EU

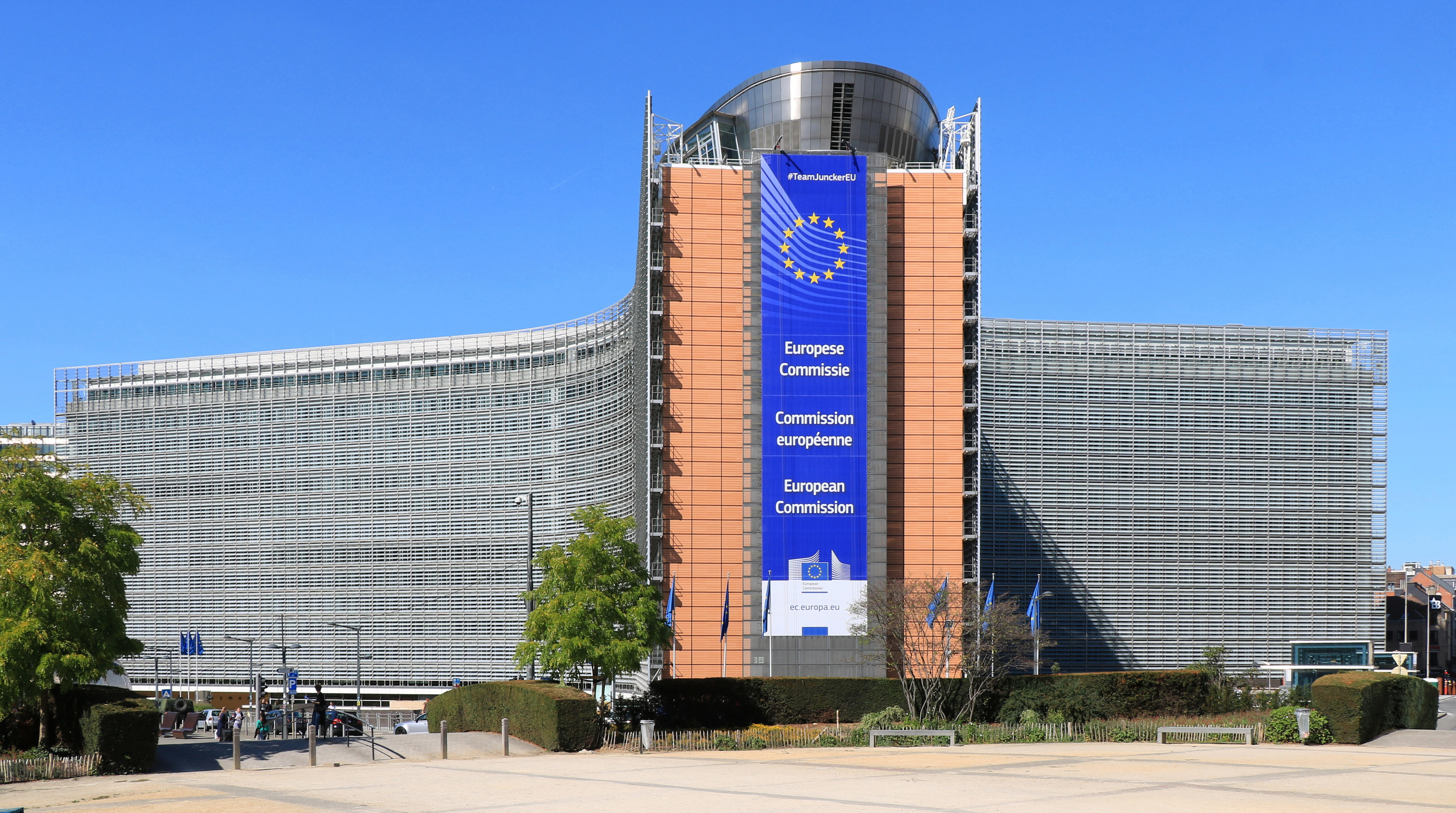
Trụ sở của Ủy ban Châu Âu, nơi đàm phán hợp đồng với AstraZeneca

Tháng 8 năm 2020, AstraZeneca đã tuyên bố với Ủy ban Châu Âu và các quốc gia thành viên EU:
"13.1. AstraZeneca tuyên bố, đảm bảo và giao ước với Ủy ban và các Quốc gia Thành viên Tham gia rằng: [...] (e) công ty không chịu bất kỳ nghĩa vụ nào, theo hợp đồng hay nói cách khác, đối với bất kỳ Người hoặc bên thứ ba nào đối với Initial Europe Doses ban đầu hoặc mâu thuẫn với hoặc không nhất quán về bất kỳ khía cạnh quan trọng nào với các điều khoản của Thỏa thuận này hoặc sẽ cản trở việc thực hiện đầy đủ nghĩa vụ theo thỏa thuận này;"